# Fylkesväg 72
Fylkesväg 72 (norska: Fylkesvei 72) är en primär fylkesväg i Verdals kommun i Trøndelag fylke i mellersta Norge som går mellan tätorten Verdal och svenska gränsen vid Åbo. Exklusive kortare förgreningar är vägen 53,0 kilometer lång och asfalterad. Den passerar bland annat genom tätorten Lysthaugen och byarna Sul och Sandvika.
Förgreningen av vägen som ansluter mot svenska länsväg 322 i Sandvika var tidigare en egen fylkesväg, fylkesväg 756. Det var en av Norges kortaste fylkesvägar med en längd på 521 meter. Numera räknas den sträckan istället som en del av fylkesväg 72.

## Anslutningar
Fylkesväg 72 ansluter till:
- Europaväg 6 (vid Verdal)
- Fylkesväg 757 (vid Verdal)
- Länsväg 322 i Sverige (vid Sandvika)
- Länsväg 336 i Sverige (vid Åbo)